# Iáia ibne Iáia
Iáia ibne Iáia (em árabe: يَحيَى بن يَحيَى; romaniz.: Yahya ibn Yahya), também chamado Iáia II, foi califa do Califado Idríssida do Magrebe que reinou de 863 até 866. Foi antecedido no trono por Iáia I, seu pai, tendo-lhe seguido seu primo Ali II.

## Vida
Iáia era filho do califa Iáia I (r. 849–863). Com a morte de seu pai em 863, sucedeu-o como califa. Por sua falta de aptidão, e emulando as medidas de seu avô Maomé I (r. 828–836), dividiu o Califado Idríssida entre os idríssidas: os Banu Omar mantiveram suas posses; Daúde aumentou seus domínios a leste a Fez; os Banu Alcácime receberam a porção oeste de Fez com o governo dos territórios dos luatas e cotamas; Huceine, tio materno de Iáia, recebeu o território ao sul de Fez até o Atlas. Segundo as fontes, Iáia manteve uma vida dissoluta e foi forçado, em decorrência de um escândalo, a abandonar seu palácio e se abrigar no distrito dos andalusinos de Fez, onde morreu em 866. O poder passou a seu primo Ali II, cuja filha era sua esposa.